# Over the Hump
Over the Hump – dwunasty album studyjny zespołu The Kelly Family. Wyprodukowany przez Hartmut'a Müller'a i Kathy Kelly, wydany w 1994 r. w większości krajów Europy.
Album osiągnął numer jeden w Austrii, Niemczech i Szwajcarii, dzięki czemu grupa osiągnęła przełom po latach wydawania mało znanych albumów studyjnych i koncertowych. Znalazł się również na liście 30 najlepszych albumów w Holandii i Norwegii, oraz został sprzedany w ponad 1,8 milionowym nakładzie przez pierwsze 5 miesięcy po ukazaniu się płyty. Ostatecznie sprzedano ponad 3,5 miliona egzemplarzy płyty Over the Hump w samych Niemczech, sprawiając, ze płyta stała się jedną z najczęściej sprzedawanych w Niemczech.
W 1997 roku płyta uzyskała w Polsce status potrójnie platynowej.

## Lista utworów
1. "Why Why Why" (śpiew: Joey, Paddy) – 3:35
2. "Father's Nose" (śpiew: Kathy) – 3:20
3. "First Time" (śpiew: Patricia) – 4:17
4. "Baby Smile" (śpiew: Barby) – 3:37
5. "Cover the Road" (śpiew: Jimmy) – 4:00
6. "She's Crazy" (śpiew: Barby) – 3:40
7. "Ares qui" (śpiew: Paddy, Kathy, Jimmy) – 3:49
8. "Key to My Heart" (śpiew: Paddy, Joey) – 2:56
9. "Roses of Red" (śpiew: Maite, Kathy) – 3:48
10. "Once in a While" (śpiew: Angelo, Paddy) – 3:46
11. "Break Free" (śpiew: Barby, Angelo) – 2:38
12. "An Angel" (śpiew: Paddy, Angelo) – 3:46
13. "The Wolf" (śpiew: Joey, Paddy) – 3:26
14. "Santa Maria" (śpiew: John, Angelo) – 3:08

### Utwory bonusowe
W edycji Hiszpańskiej dodano bonusowo dwa utwory:
1. "Quisiera Ser Un Ángel" (śpiew: Paddy, Kathy) - 3:46
2. "Santa Maria (wer. hiszp.)" (śpiew: John, Patricia, Paddy) - 3:09

W edycji "wzmocnionej" dodano teledysk do piosenki "An Angel".

## Single
1. "An Angel" - 1994
2. "First Time" - 1995
3. "Roses of Red" - 1995
4. "Why, Why, Why" - 1995

## Miejsca na listach przebojów w 1994 roku
| Kraj       | Miejsce na liście |
| ---------- | ----------------- |
| Austria    | 1                 |
| Holandia   | 24                |
| Niemcy     | 1                 |
| Węgry      | 3                 |
| Norwegia   | 26                |
| Szwajcaria | 1                 |